# Uscana latipenis
Uscana latipenis är en stekelart som beskrevs av Lin 1994. Uscana latipenis ingår i släktet Uscana och familjen hårstrimsteklar. Inga underarter finns listade i Catalogue of Life.